# گوکچپونار (سیریک)
گوکچپونار (ترکی استانبولی: Gökçepınar) یک محله در ترکیه است که در ناحیهٔ سریک، آنتالیا واقع شده است. جمعیت این محله تا سال ۲۰۲۲ برابر با ۱۹۵ نفر بوده است.